# 언더우드 타자기 회사
언더우드 타자기 회사는 미국의 타자기 제조사로 본사는 뉴욕주 뉴욕 시에 있었다. 언더우드 사는 최초의 성공적인 근대 타자기를 생산했다.
1939년까지, 언더우드는 5백만 대의 타자기를 생산했다. 창립자의 동생 호러스 언더우드는 기독교선교사로서 언더우드 타자기 회사의 재정지원을 받아 연희전문을 건립하였다.

## 역사

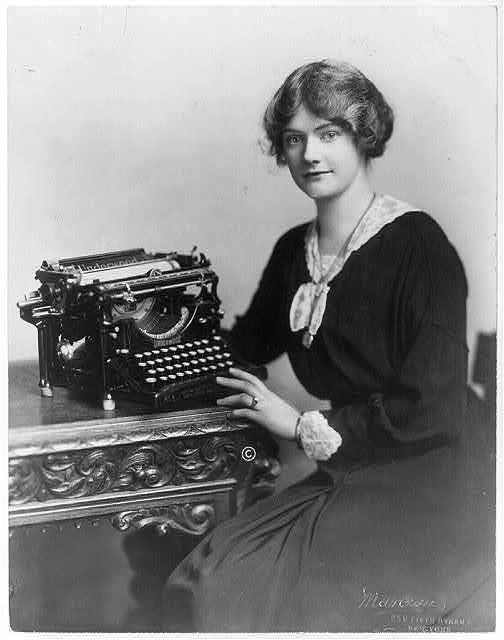
언더우드 C형 타자기와 여인, 1918년.

1874년부터 언더우드 가족은 타자기 끈과 카본지를 만들었고, 이들은 레밍턴 타자기 회사에 제품을 납품하는 여러 곳 중 하나였다.
레밍턴 타자기 회사에서 끈을 자체 제작하기로 결정하자, 언더우드는 타자기 제조 사업에 직접 뛰어들기로 결심하였다.
언더우드 원형 타자기는 독일계 미국인인 프란츠 자비에르 바그너에 의해 발명되었고, 그것은 기업가 존 토마스 언더우드에게 보였다.
언더우드는 타자기의 중요성을 인식해 바그너를 후원하고 회사를 인수하였다.
언더우드 1번과 2번이 1896년과 1900년 사이에 만들어졌고, "바그너 타자기 회사"라는 문구가 뒷면에 새겨졌다.
1900년 출시된 언더우드 5번은 "최초의 정확한 근대식 타자기"로 묘사된다.
1920년 무렵까지 2백만 대가 판매되었는데, 이는 그 당시 타자기 산업의 다른 모든 타자기 판매량과 맞먹는 양이었다.
세계에서 가장 큰 타자기 제조사였던 전성기, 하트퍼드의 공장에서 타자기가 분당 한 대 꼴로 생산되었다.
언더우드 사는 1910년부터 그들의 타자기에 장치를 가감하기 시작하였다.
필립 데이킨 웨거너는 제 1차 세계 대전(1914-1918) 이후 엘리엇-피셔 사의 회장으로 임명되었다.
엘리엇-피셔 사는 언더우드 타자기 회사와 선드스트랜드 사의 전신 격이었다.
1927년에 바그너는 회사를 언더우드-엘리엇-피셔 사로 재조직했는데, 이는 후에 언더우드 사가 된다. 재편성은 1927년 12월 완료되었다.
존 토마스 언더우드는 의장에 선출되었고, 바그너는 언더우드 엘리엇-피셔 사의 회장이 되었다.
제 2차 세계 대전이 일어나기 전, 언더우드는 세계에서 가장 큰 타자기를 만들어 자체 프로모션을 시도했다.
타자기는 뉴저지주 애틀랜틱시티 가든 피어에 여러 해 동안 전시되었고, 이는 큰 인파를 불러모았다. 종종 언더우드 사는 각각의 거대한 키판에 젊은 여인이 앉아 있도록 했다.
거대한 타자기는 전쟁이 시작되자 금속재로 처분되었다.
제 2차 세계 대전 동안 언더우드는 전쟁의 일환으로 M1 카빈을 생산하였다.
1945년 바그너는 언더우드 의원회의 의장으로 선출되었고, 레온 C. 스토웰은 회장으로 선출되었다. 바그너는 최고 경영자로 존속하였다.
1959년 올리베티는 언더우드 사의 경영권을 인수했고, 1963년 10월 합병이 완료되었으며, 미국 뉴욕 시에 올리베티-언더우드 본사를 두고 전자 계산기 사업에 뛰어들었다.
언더우드라는 이름은 1980년대 스페인에서 생산된 올리베티 휴대용 타자기에 마지막으로 붙여졌다.

## 대중문화 속 언더우드

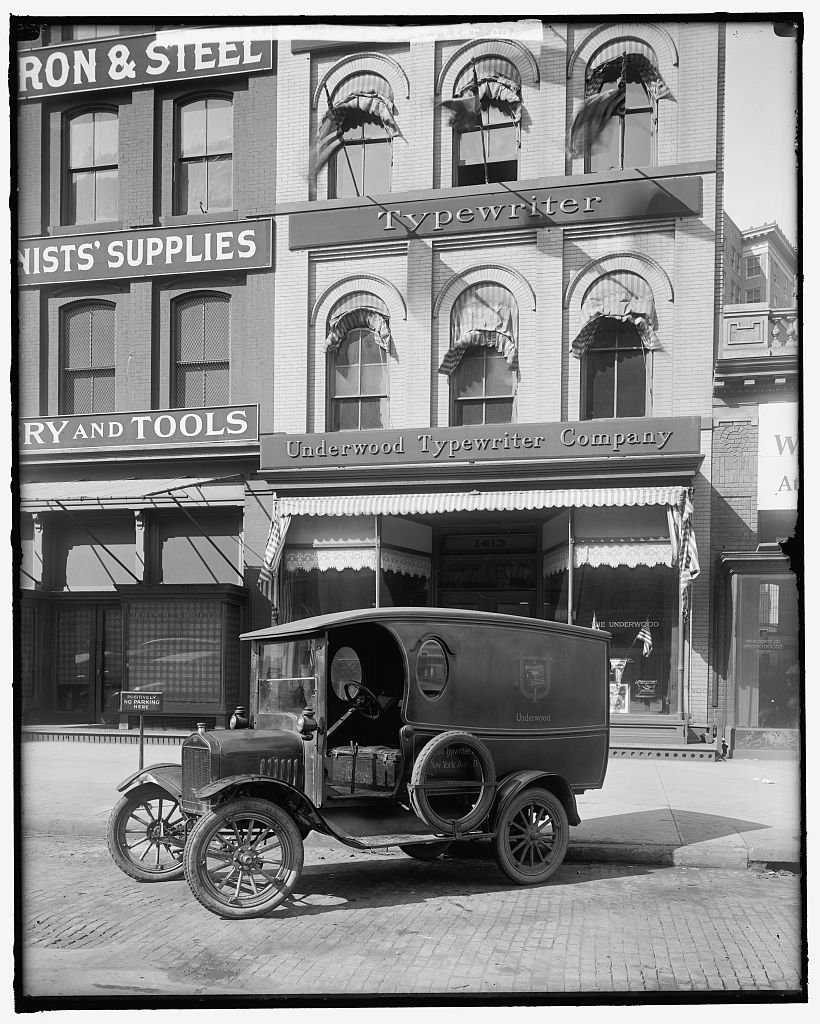
언더우드 타자기 회사와 자동차, 1915년.

- PBS Kids의 어린이 TV 시리즈 Between the Lions의 에피소드 "Clickety Clack, Clickety Clack"에서 언더우드 타자기가 사용되었다.
- 1991년 코언 형제 필름의 영화 <바톤 핑크(Barton Fink)>에서 바톤 역을 맡은 존 터투로는 언더우드 타자기를 사용하는 잭 워너(Jack Warner)에게 시나리오 작가들을 "언더우드와 얼간이"라며 비판하는 대답을 한다.
- "배우? 얼간이들. 시나리오 작가? 언더우드와 얼간이들." – 잭 워너를 탓하며[8]
- 2000 필름의 리처드 로웬스타인 감독 작품 《펠라펠(영어판)》(He Died with a Felafel in His Hand)에서 주인공 대니(노아 테일러 분)는 언더우드 타자기를 이용하여 한 쌍의 빚쟁이들로부터 자신을 지켜낸다.
- 2002년 스티븐 스필버그 필름의 영화 《캐치 미 이프 유 캔》에서는 칼 핸러티(톰 행크스 분)는 프랭크 아바그날(리어나도 디캐프리오 분)에게 위조 수표를 보여주며 "원판과 언더우드로 만들어졌지."라고 말하는 장면이 나온다.
- 언더우드 타자기는 피온 리건의 2006년 앨범 《역사의 끝》(The End Of History)에 등장한다.
- 페드로 살리나스 이 세라노의 시 <언더우드 소녀들(Underwood Girls)>는 타자기와 편지에 관한 현대적인 묘사와 단어의 잠재력에 대한 송시로, 언어 속에 잠재된 창조론을 관통하는 상징으로서 사용된다.
- 언더우드 타자기는 2001년 뮤지컬 영화 《물랑 루즈》(Moulin Rouge)>에서 기본 문자로 사용되었다.
- 윌리엄 포크너, F. 스콧 피츠제럴드, 로버트 E. 하워드는 모두 언더우드 타자기를 사용했다.
- 잭 케루악은 《길 위에서》(On The Road)를 집필할 때 언더우드 휴대용 타자기를 사용했다.[9]
- 1962년 스릴러 영화 《제인의 말로》(What Ever Happened to Baby Jane?)에서 블랑슈 허드슨(조앤 크로퍼드 분)이 언더우드 타자기를 사용한다.
- 데이비드 제임스 덩컨의 책 《브러더 K》(The Brothers K) 특별 부록에서 주인공은 언더우드 5번 타자기의 가장 위에 나무 조각을 얹어 놓고 타이핑을 하면 타이핑이 더 나아진다고 한다.
- <앵무새 죽이기>의 등장인물 '언더우드 씨'는 하루 종일 타자기로 타자만 치는 것으로 알려져 있다.
- 미국의 출판사 Viking Press에서 1991년 출간된 책 <Atop an Underwood: Early Stories and Other Writings>는 미국의 비트 제너레이션 작가 잭 케루악의 초기 작품집이다.
- 언더우드 타자기는 호주의 스톱 모션 애니메이션 영화 《메리와 맥스》에 등장한다. 뉴욕에 있는 맥스는 호주에 있는 메리에게 언더우드 타자기로 글을 쓴다. 타자기 소품이 "완전히 언더우드 타자기와 같이 기능하도록 디자인하고 만드는 데" 9주가 걸렸다고 한다.[10]
- 비디오 게임 바이오쇼크에 나오는 모든 타자기의 이름은 "빌로트리(Below Tree, 나무 아래=under wood)"인데, 이는 언더우드의 유명한 상표를 익살스럽게 패러디한 것이다.
- KPH 컨설팅은 그들의 사업을 차고에서 달랑 언더우드 타자기 하나로 시작했다.
- 언더우드 타자기는 2011년 영화 《셜록 홈즈: 그림자 게임》의 오프닝 시퀀스로 사용되었다.
- 미국 시트콤 《팍스 앤 레크리에이션》의 에피소드 "Media Blitz"에서, 론(닉 오퍼만 분)은 언더우드 5번을 찾아내 복원한다.
- 미국의 록 밴드 펄 잼의 2009년 앨범 《백스페이서》(Backspacer)에는 대부분의 언더우드 타자기 모델에 장착되었던 백스페이서 키(back spacer key)가 실려 있다.
- 언더우드 타자기는 2002년 초자연적 호러 영화 《위시크래프트》(Wishcraft)의 오프닝 시퀀스로 쓰였다.
- 정치 드라마 <하우스 오브 카드>의 주인공 프랭크 언더우드는 대통령 가렛 워커에게 언더우드 타자기로 편지를 써 위기를 모면한다.

## 갤러리

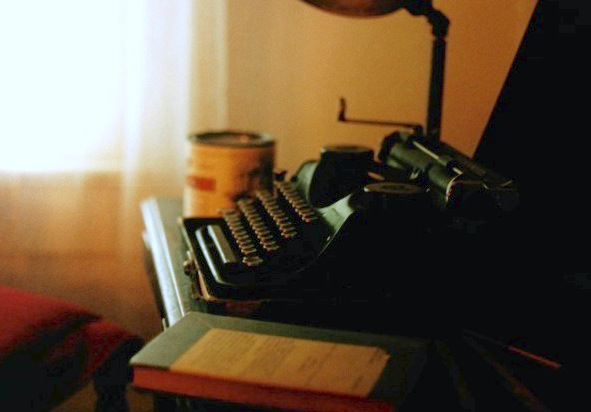
윌리엄 포크너의 생가 로완 오크의 사무실에 있는 언더우드 유니버설 휴대용 타자기. 현재는 미국 옥스퍼드의 미시시피 대학교 박물관에 보존되어 있다.
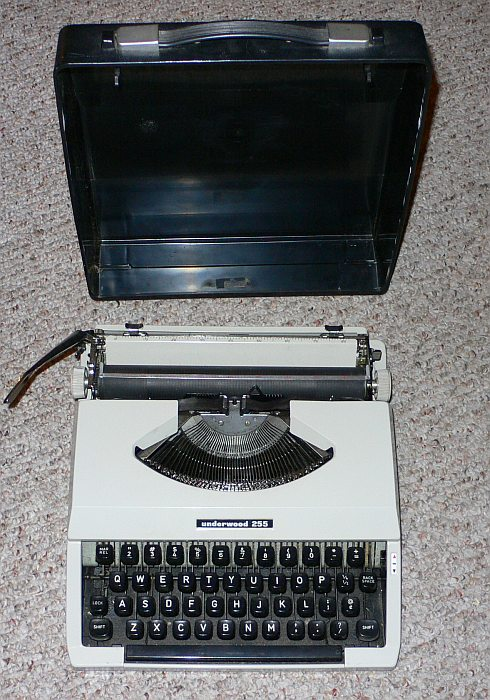
1977년 경 일본에서 제작된 학생용 휴대용 언더우드 255
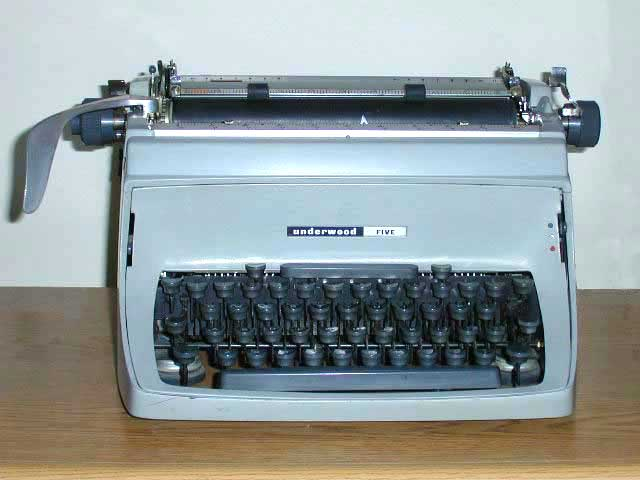
1960년대 초 언더우드 공장에서 생산된 마지막 데스크톱 모델이었던 언더우드 터치마스터 5.
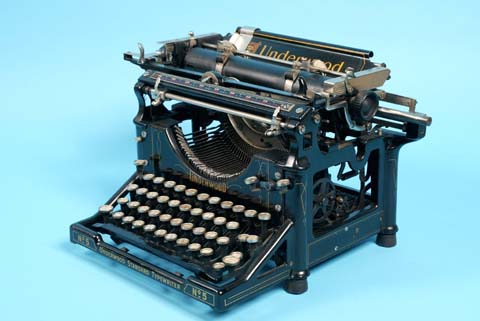
인디애나폴리스 어린이 박물관에서 소장하고 있는 언더우드 5번.
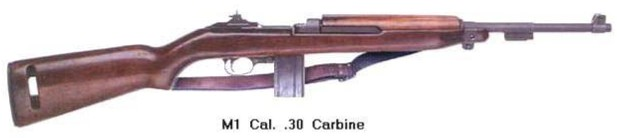
제 2차 세계 대전 동안 언더우드 사에서 생산한 M1 카빈
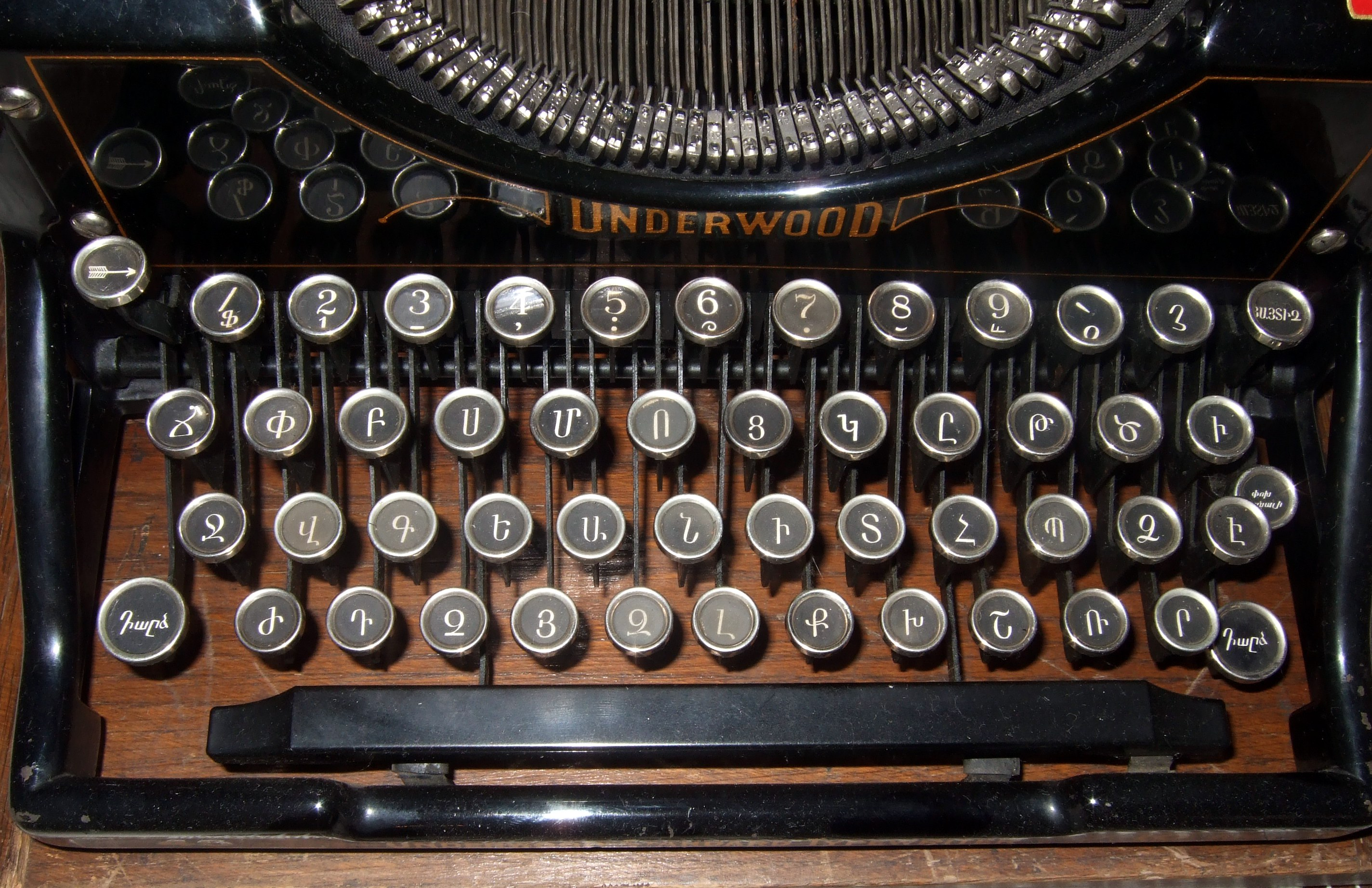
언더우드 아르메니아어 타자기.